# بوسيت
بوسيت (بالإنجليزية: BOSIET)‏ وهي اختصار لـ(basic offshore safety induction and emergency training)، وتعني التدريب الأساسي للسلامة البحرية والتعامل مع حالات الطوارئ، وهي دورة صممت للمساعدة في تلبية متطلبات السلامة البحرية والتدريب على الاستجابة لحالات الطوارئ ومتطلبات تقييم الموظفين الجدد في صناعة النفط والغاز البحرية.
تشمل الدورة التدريبية عدة محاور مثل النجاة من طائرة الهليكوبتر والتي غالبًا ما تكون الجزء الأصعب والإسعافات الأولية في حالات الطوارئ والبقاء على قيد الحياة في البحر ومكافحة الحرائق والإنقاذ الذاتي والتدريب على قوارب النجاة TEMPSC (دورة تدريبية).
بانتهاء برنامج التدريب يكون لدى المتقدم الوعي الكافي بالمخاطر العامة والمخاطر المرتبطة بالعمل في المنشآت البحرية وأنظمة السلامة العامة وأنظمة إدارة السلامة المعمول بها للتحكم في المخاطر البحرية وتخفيفها.